# 2MASS J11463449+2230527
2MASS J11463449+2230527 ist ein Brauner Zwerg im Sternbild Löwe. Er wurde 1999 von J. Davy Kirkpatrick et al. entdeckt. Er gehört der Spektralklasse L3 an. Seine Position verschiebt sich aufgrund seiner Eigenbewegung jährlich um 0,096 Bogensekunden. Zudem weist er eine Parallaxe von 36,8 mas auf.